# Barrister

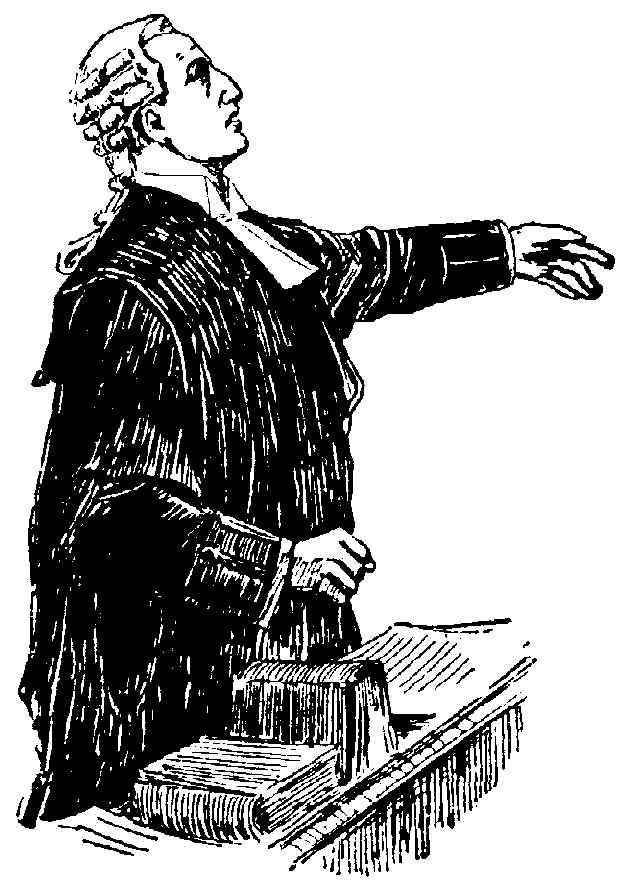
Grabado representando a un abogado.

Un barrister es uno de los dos tipos de abogados de nivel superior que existen en Inglaterra, Gales y otros países de la tradición del derecho anglosajón —common law.
Su función principal, pero no exclusiva, es representar como mandatario a los litigantes ante los tribunales. En este sentido, el trabajo del barrister corresponde en los países que se rigen por el sistema continental, a demandar o alegar ante los tribunales de justicia. Sin perjuicio de lo anterior, esta profesión puede tratarse desde la especialización en temas determinados, así como la prestación de consejos en ciertas áreas con sus clientes.
En la tradicíón legal del derecho anglosajón, la labor del abogado continental se encuentra separada en dos partes. Comparándolo con la medicina, primero nos encontramos con los solicitor, que al igual que los médicos generales, se enfrentan con la gran mayoría de los casos y que solo en casos especiales por su complejidad o especialización, requiere la intervención de un especialista, que en este caso sería el barrister. Este paralelismo es, sin embargo, poco preciso.
Más bien la distinción responde a la especialización en litigar ante los Tribunales. Ello se explica por las complejidades que presentan los sistemas jurídicos del derecho anglosajón, basados en los precedentes judiciales. El conocimiento de esos precedentes y de los procedimientos a seguir ante los Tribunales exigiría una especialización en el cuerpo de abogados.
Históricamente, la distinción entre ambas profesiones era absoluta, cosa que se ha moderado con el paso del tiempo. Desde un tiempo en adelante, es común que una misma persona ejerza en ambos campos indistintamente, en especial en países que tienden a eliminar estas diferencias profesionales (como en los Estados Unidos, en Canadá y en varios estados de Australia). Sin embargo, esta distinción permanece viva en Inglaterra y Gales, donde las profesiones tienen espacios en común. En Escocia e Irlanda la separación es más profunda.
Los barrister están regulados por una asociación o colegio profesional (Bar association), aunque esto no tiene otro fin que mantenerlos unidos en función de una jurisdicción determinada. Los barrister no se reúnen usualmente con sus clientes. Estas escasas reuniones se realizan a través de un solicitor que lo instruye en el caso determinado. No existe relación directa entre el cliente y el barrister, sino que toda comunicación es por intermedio del solicitor.

## Regulación
Las Inns of Court (Faculty of Advocates en Escocia) son sociedades independientes responsables de la capacitación, la admisión (call o llamada) y el control de los barrister. Una persona puede integrarse en la profesión solo por intermediación de una de las Inns. 
Para Inglaterra y Gales solo existen cuatro "Inns of Court": 
- Gray's Inn
- Lincoln's Inn
- Middle Temple
- Inner Temple

La traducción literal al castellano de "Inn" es posada, función primaria que cumplían estas instituciones respecto de los integrantes que provenían de fuera de la ciudad de Londres. Cada una de estas instituciones corresponde a una antigua sociedad (todas remontan sus orígenes al siglo XV), que se encargaba de los postulantes a ejercer la ley en el reino. 
En Irlanda existe solo la King's Inn como la respectiva sede de los barrister.